# SDSS J163806.01+360123.0
SDSS J163806.01+360123.0 ist eine Elliptische Galaxie vom Hubble-Typ E/S0 im Sternbild Herkules am Nordsternhimmel, die schätzungsweise 410 Millionen Lichtjahre von der Milchstraße entfernt ist. Im selben Himmelsareal befinden sich u. a. die Galaxien NGC 6194, NGC 6196, NGC 6197, IC 4615.